# San Marino op de Olympische Winterspelen 1988
Tijdens de Olympische Winterspelen van 1988, die in Calgary (Canada) werden gehouden, nam San Marino voor de derde keer deel.

## Deelnemers en resultaten

### Alpineskiën
| Olympiër           | Discipline       | Resultaat | Prestatie                        |
| ------------------ | ---------------- | --------- | -------------------------------- |
| Francesco Cardelli | reuzenslalom (m) | 63e       | 2.51,43 (+45,06) 1.27,15+1.24,28 |
| Francesco Cardelli | slalom (m)       | 44e       | 2.35,21 (+55,74) 1.20,40+1.14,81 |
| Nicola Ercolani    | super g (m)      | 45e       | 1.59,70 (+20,04)                 |
| Nicola Ercolani    | reuzenslalom (m) | 56e       | 2.38,56 (+32,19) 1.21,42+1.17,14 |
| Nicola Ercolani    | slalom (m)       | 45e       | 2.38,82 (+59,35) 1.32,97+1.05,85 |
| Fabio Guardigli    | super g (m)      | 51e       | 2.06,59 (+26,93)                 |
| Fabio Guardigli    | reuzenslalom (m) | 60e       | 2.46,55 (+40,18) 1.24,40+1.22,15 |
| Fabio Guardigli    | slalom (m)       | dnf-1     | opgave run 1                     |
| Riccardo Stacchini | super g (m)      | dq        | diskwalificatie                  |
| Riccardo Stacchini | reuzenslalom (m) | dnf-2     | opgave run 2 1.21,89+dnf         |

### Langlaufen
| Olympiër           | Discipline         | Resultaat | Prestatie            |
| ------------------ | ------------------ | --------- | -------------------- |
| Andrea Sammaritani | 15 km klassiek (m) | 85e       | 1:02.58,1 (+21.39,2) |
| Andrea Sammaritani | 30 km klassiek (m) | 86e       | 2:15.07,7 (+50.41,4) |

Amerikaanse Maagdeneilanden · Andorra · Argentinië · Australië · België · Bolivia · Bondsrepubliek Duitsland · Bulgarije · Canada · Chili · China · Chinees Taipei · Costa Rica · Cyprus · Denemarken · Duitse Democratische Republiek · Fiji · Filipijnen · Finland · Frankrijk · Griekenland · Groot-Brittannië · Guam · Guatemala · Hongarije · IJsland · India · Italië · Jamaica · Japan · Joegoslavië · Libanon · Liechtenstein · Luxemburg · Marokko · Mexico · Monaco · Mongolië · Nederland · Nederlandse Antillen · Nieuw-Zeeland · Noord-Korea · Noorwegen · Oostenrijk · Polen · Portugal · Puerto Rico · Roemenië · San Marino · Sovjet-Unie · Spanje · Tsjecho-Slowakije · Turkije · Verenigde Staten · Zuid-Korea · Zweden · Zwitserland